# Прінько Віталій Леонідович
Віталій Леонідович Прінько (7 березня 1966, м. Городенка, Івано-Франківська область — 29 грудня 2022, лікарня) — український військовослужбовець, сержант 44 ОАБр Збройних сил України, учасник російсько-української війни.

## Життєпис
Віталій Прінько народився 7 березня 1966 року в місті Городенці, нині Городенківської громади Коломийського району Івано-Франківської области України.
Під час широкомасштабного російського вторгнення в Україну проходив службу в 44-й окремій артилерійській бригаді. Помер 29 грудня 2022 року у лікарні внаслідок поранень отриманих у бою.
Проживав в Чернівцях, де й похований 31 грудня 2022 року на Алеї Слави Центрального кладовища.